# Woodville (Mississipi)
Woodville és una població dels Estats Units a l'estat de Mississipi. Segons el cens del 2000 tenia 1.192 habitants.

## Demografia
Segons el cens del 2000, Woodville tenia 1.192 habitants, 474 habitatges, i 322 famílies. La densitat de població era de 430,1 habitants per km².
Dels 474 habitatges en un 34,2% hi vivien nens de menys de 18 anys, en un 32,3% hi vivien parelles casades, en un 29,3% dones solteres, i en un 31,9% no eren unitats familiars. En el 30,2% dels habitatges hi vivien persones soles el 14,3% de les quals corresponia a persones de 65 anys o més que vivien soles. El nombre mitjà de persones vivint en cada habitatge era de 2,5 i el nombre mitjà de persones que vivien en cada família era de 3,11.
Per edats la població es repartia de la següent manera: un 29,4% tenia menys de 18 anys, un 7,7% entre 18 i 24, un 25,3% entre 25 i 44, un 22,1% de 45 a 60 i un 15,5% 65 anys o més.
L'edat mediana era de 36 anys. Per cada 100 dones de 18 o més anys hi havia 74,3 homes.
La renda mediana per habitatge era de 16.176 $ i la renda mediana per família de 19.000 $. Els homes tenien una renda mediana de 32.292 $ mentre que les dones 18.333 $. La renda per capita de la població era de 13.590 $. Entorn del 38% de les famílies i el 37,5% de la població estaven per davall del llindar de pobresa.

## Poblacions més properes
El següent diagrama mostra les poblacions més properes.